# Nimorazol
A nimorazol amőbiázis, giardiasis(en) és trichomoniázis elleni gyógyszer. Másodlagos szerként gingivitis(en) ellen is használatos. E betegségeket paraziták okozzák.
Az Európai bizottság 2012-ben jóváhagyta a nimorazolt feji és nyaki pikkelyes rákban szenvedő, sugárkezelésben részesülő betegek kezeléséhez. A nimorazol hatására a szervezet jobban reagál a sugárkezelésre.

## Mellékhatások, ellenjavallatok
A nimorazol ellenjavallt máj- és vesebetegség, terhesség és szoptatás esetén.
Gyakori mellékhatások, melyek ellen tüneti kezelés alkalmazható: szédülés, álmosság vagy álmatlanság, ataxia, hasmenés, allergiás reakciók, hányinger, hányás.
Túladagoláskor fordulhatnak elő görcsök, leukopénia (fehérvérsejtszám-csökkenés), neuropátia(en).

## Adagolás
- trichomoniasis ellen 5–7 napon keresztül 3×250 mg
- giardiasis ellen 5–7 napon keresztül 500–1000 mg naponta kétszer
- gingivitis ellen 2 napig 2×500 mg

Klinikai és laboratóriumi megfigyelés szükséges, ha valaki 10 napnál tovább kapja a nimorazolt.

## Készítmények
A nemzetközi gyógyszerkereskedelemben:
Önállóan:
- Acterol
- Acterol Forte
- Esclama
- Naxofem
- Naxogil
- Naxogin
- Naxogyn
- Nulogyl
- Sirledi
- Vagarne Tablets

Kombinációban:
- Gynoxa
- Naxogin Complex
- Naxogin Compositum
- Naxogin Composto
- Vagarne Pessaries
- Floregin Composto
- Floregin
- Naxogin Dos
- Venugyl

Magyarországon nincs forgalomban.

## Veszélyek
| Faj     | Szájon át | Bőr alá | Hasüregbe |
| ------- | --------- | ------- | --------- |
| egér    | 1530      | 1140    | 1200      |
| patkány | 1540      | 1090    | 1200      |